# Могилёвская правда
«Могилёвская правда» («Магілёўская праўда») ― общественно-политическая и культурная газета, орган Могилёвского облисполкома Республики Беларусь. Издаётся в Могилёве с 23 января 1918 года. Рассчитана на широкий круг читателей. Освещает вопросы общественной, экономической и культурной жизни Могилёвской области.

## История газеты
Сначала выходила как газета Могилёвского Совета рабочих и солдатских депутатов под названием «Известия Могилёвского Совета рабочих и солдатских депутатов» (№ 1-10), с № 11 ― после объединения исполкомов Совета рабочих и солдатских депутатов Могилёвской губернии и Совета крестьянских депутатов Могилёвской губернии ― под названием «Известия Могилёвского губернского исполнительного комитета Советов крестьянских, солдатских и рабочих депутатов».
С 1918 года издавалась как орган Военно-революционного комитета Могилёвской губернии под названием «Известия Военно-революционного комитета Могилёвской губернии». Во время оккупации Могилёва немецкими войсками (апрель-октябрь 1918) не выходила. В декабре 1918 называлась «Известия Могилёвского губернского революционного комитета», в феврале 1919 ― мае 1925 ― «Соха и молот», до 1929 ― «Магілёўскi селянін», с ноября 1929 до 1941 ― «Камунар Магілёўшчыны».
Во время Великой Отечественной войны ― орган Могилёвского подпольного обкома КП(б)Б. Название во время войны и в 1945—1956 гг. ― «За Радзіму». С 12 августа 1956 года выходит под названием «Магілёўская праўда». С 1984 года выходит приложение «Днепровская неделя».
Издавалась в 1918—1924 годах на русском, с октября 1924 года на белорусском языке, в настоящее время — на русском и белорусском языках. Более 25 лет газету возглавлял Василий Титовец. Главный редактор в 1995—2013 годах ― Александр Торпачёв.
В феврале 2013 года в результате реорганизации редакций газет «Могилёвская правда», «Днепровская неделя» и «Магілёўскія ведамасці» газеты вошли в состав КУИП «Информационное агентство „Могилевские ведомости“». Главным редактором агентства является Ирина Петрусевич. Редактор газеты «Могилевская правда» — Светлана Проскурина.

## Награды
В 1968 году газета награждена орденом Трудового Красного Знамени.
В 1978 и 1988 году газета награждена Почетными грамотами Президиума Верховного Совета БССР.
В 2003 году газета награждена Почётной грамотой Совета Министров Республики Беларусь.